# Liste des châteaux autrichiens par land
Cette liste non exhaustive répertorie les principaux châteaux en Autriche classés par Land.
Elle inclut les châteaux au sens large du terme, c'est-à-dire :
- les châteaux et châteaux forts (généralement bâtis en milieu rural, y compris chartreuses, gentilhommières, logis seigneuriaux, maisons fortes, manoirs).
- les palais (généralement bâtis en milieu urbain)
- les donjons
- les domaines viticoles, présentant un édifice répondant à la définition de château

quel que soit leur état de conservation (ruines, bâtiments d'origine ou restaurés) et leur statut (musée, propriété privée, ouvert ou non à la visite).
Elle exclut :
- les citadelles
- les domaines viticoles qui n'ont de château que le nom, en l'absence d'édifice répondant à la définition de château.

## Basse-Autriche(Niederösterreich)
- Château d’Araburg, à Kaumberg ;

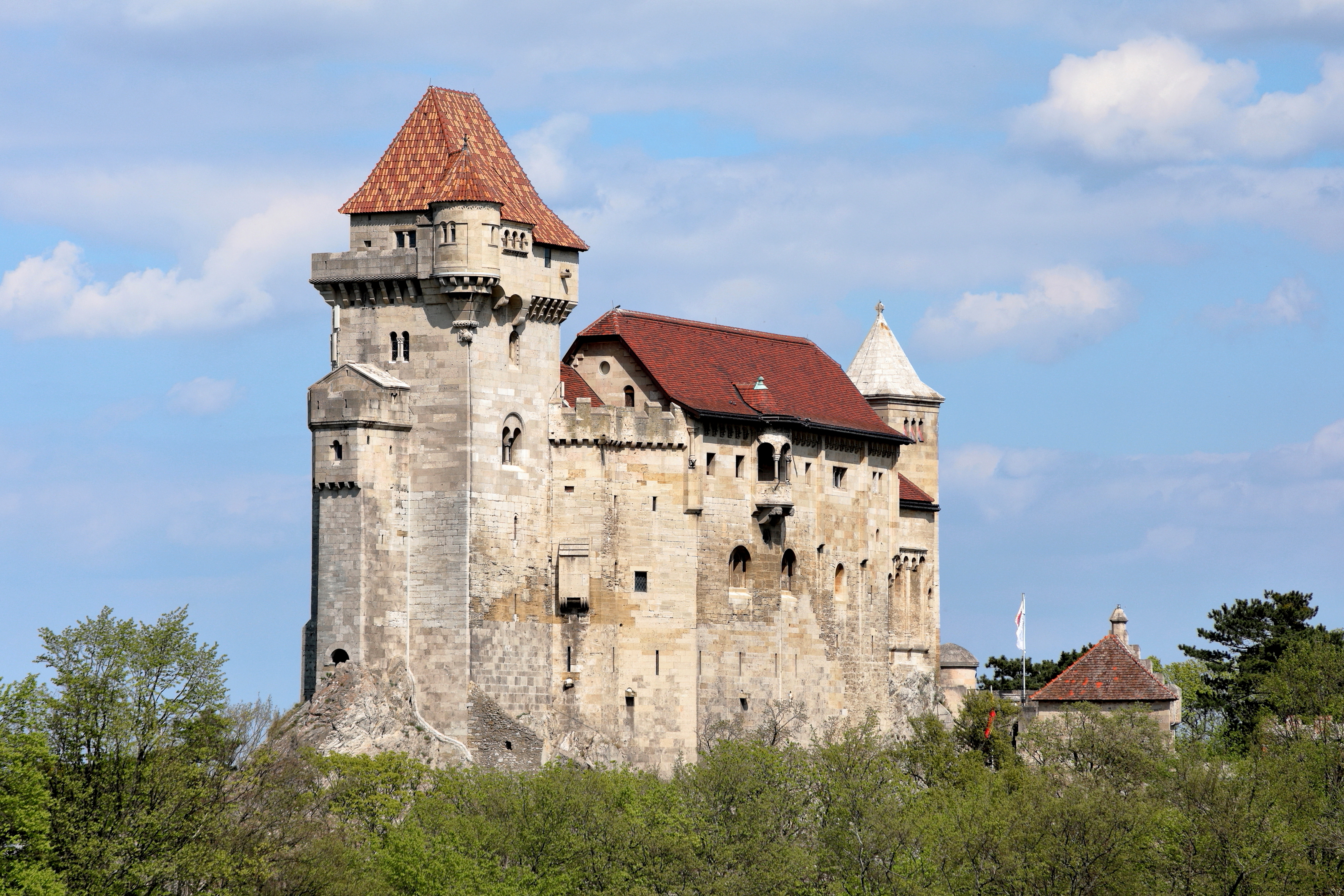
Château de Liechtenstein

- Château de Dürnstein, à Dürnstein ;
- Frohsdorf, à Lanzenkirchen ;
- Château de Heidenreichstein, à Heidenreichstein ;
- Château de Hof, à Engelhartstetten ;
- Burg Kreuzenstein à Leobendorf ;
- Château de Liechtenstein, à Maria Enzersdorf ;
- Château de Mödling à Mödling ;
- Château de Neulengbach, à Neulengbach ;
- Château de Plankenstein, à Texing ;
- Château de Raabs, à Raabs an der Thaya ;
- Château de Rappottenstein, à Rappottenstein ;
- Château de Rastenberg à Rastenfeld ;
- Château de Schallaburg, à Schollach ;
- Château de Senftenberg, à Senftenberg ;
- Château de Walterskirchen, à Poysdorf.

## Burgenland(Burgenland)
- Château de Landsee, à Landsee ;

## Carinthie(Kärnten)

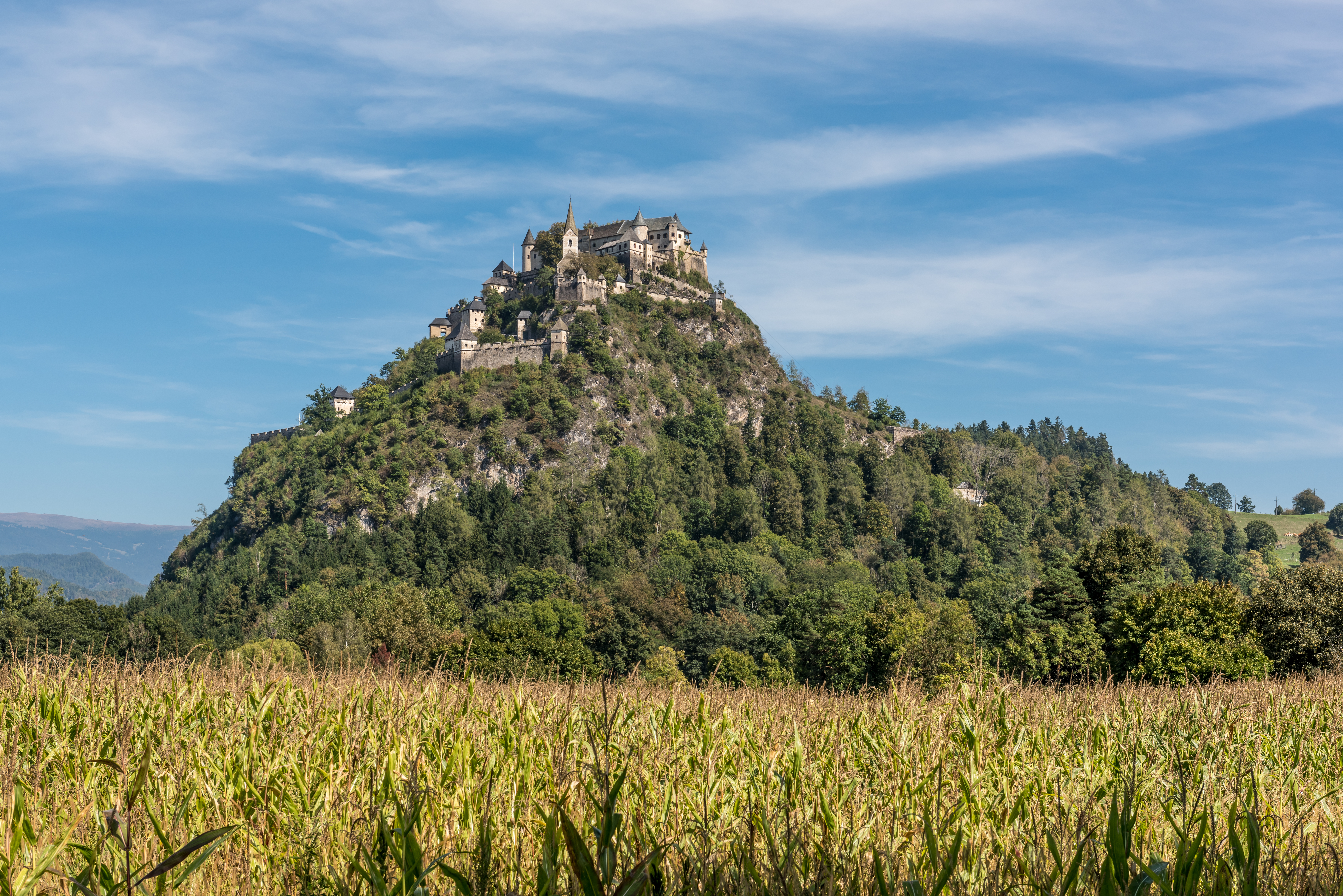
Château de Hochosterwitz.

- Château de Dietrichstein, à Feldkirchen in Kärnten ;
- Château de Federaun, à Villach ;
- Château de Glanegg à Glanegg ;
- Château de Gmünd à Gmünd in Kärnten ;
- Château de Gomarn à Bad St. Leonhard im Lavanttal ;
- Château de Griffen à Griffen ;
- Château de Groppenstein à Obervellach ;
- Château de Haimburg à Völkermarkt ;
- Château de Hardegg, à Liebenfels ;
- Château de Hochosterwitz, à Sankt Georgen am Längsee ;
- Château de Hochwart, à Velden am Wörthersee ;
- Château de Landskron à Villach ;
- Château de Liebenfels à Liebenfels ;
- Château de Niederfalkenstein à Obervellach ;
- Château de l’Oberfalkenstein à Obervellach ;
- Château de Sommeregg à Seeboden ;
- Burgruine Straßfried, à Arnoldstein ;
- Château de Taggenbrunn à Sankt Georgen am Längsee ;
- Château de Tanzenberg à Sankt Veit an der Glan ;

## Haute-Autriche(Oberösterreich)
- Château de Clam, à Klam
- Château de Hartheim, à Alkoven
- Kaiservilla, à Bad Ischl

## Salzbourg(Salzburg)
- Alte Residenz, à Salzbourg ;
- Château d'Anif, à Anif ;
- Château de Finstergrün à Ramingstein ;
- Château de Golling à Golling an der Salzach ;
- Château de Hellbrunn à Morzg ;
- Château de Mauterndorf à Mauterndorf.

## Styrie(Steiermark)

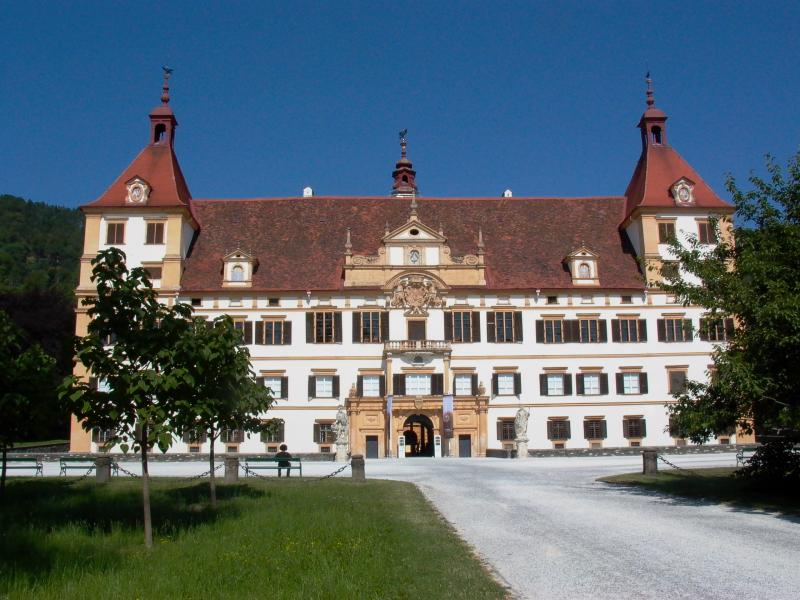
Château d'Eggenberg

- Château de Deutschlandsberg à Deutschlandsberg ;
- Château de Dürnstein ;
- Château d'Eggenberg, à Graz ;
- Château d'Ehrenhausen, à Ehrenhausen an der Weinstraße ;
- Château de Frauenthal à Frauental an der Laßnitz ;
- Château de Friedstein à Stainach-Pürgg ;
- Château de Gallenstein à Sankt Gallen ;
- Château de Retzhof, à Wagna ;
- Château de Schachenstein à Thörl.

## Tyrol(Tirol)

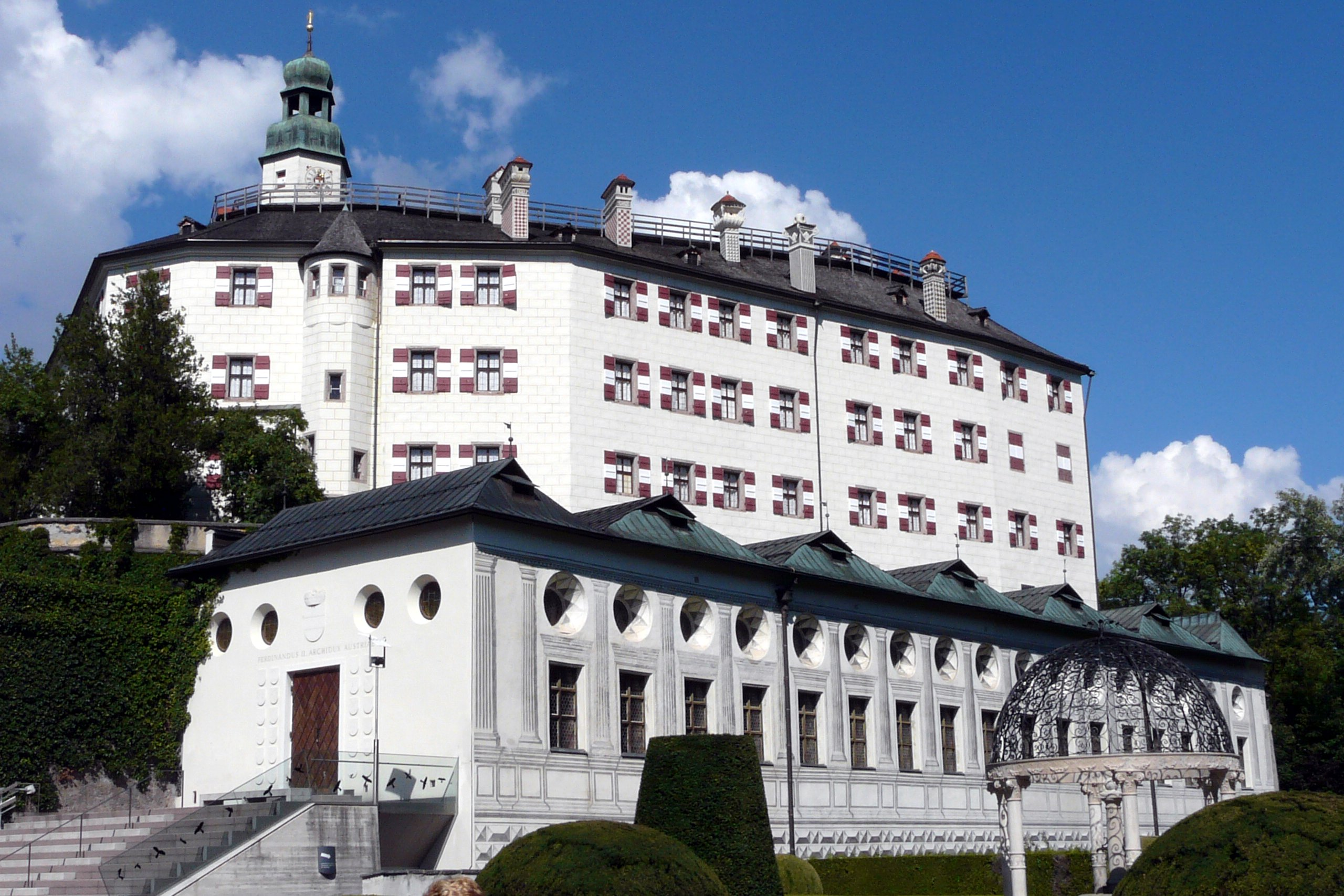
Château d'Ambras

- Château d'Ambras, à Innsbruck ;
- Château de Bruck à Lienz ;
- Château Ehrenberg à Reutte ;
- Château de Freundsberg à Schwaz ;
- Château Heinfels à Heinfels ;
- Château Lengberg à Nikolsdorf ;
- Château de Tratzberg à Jenbach.

## Vienne(Wien)

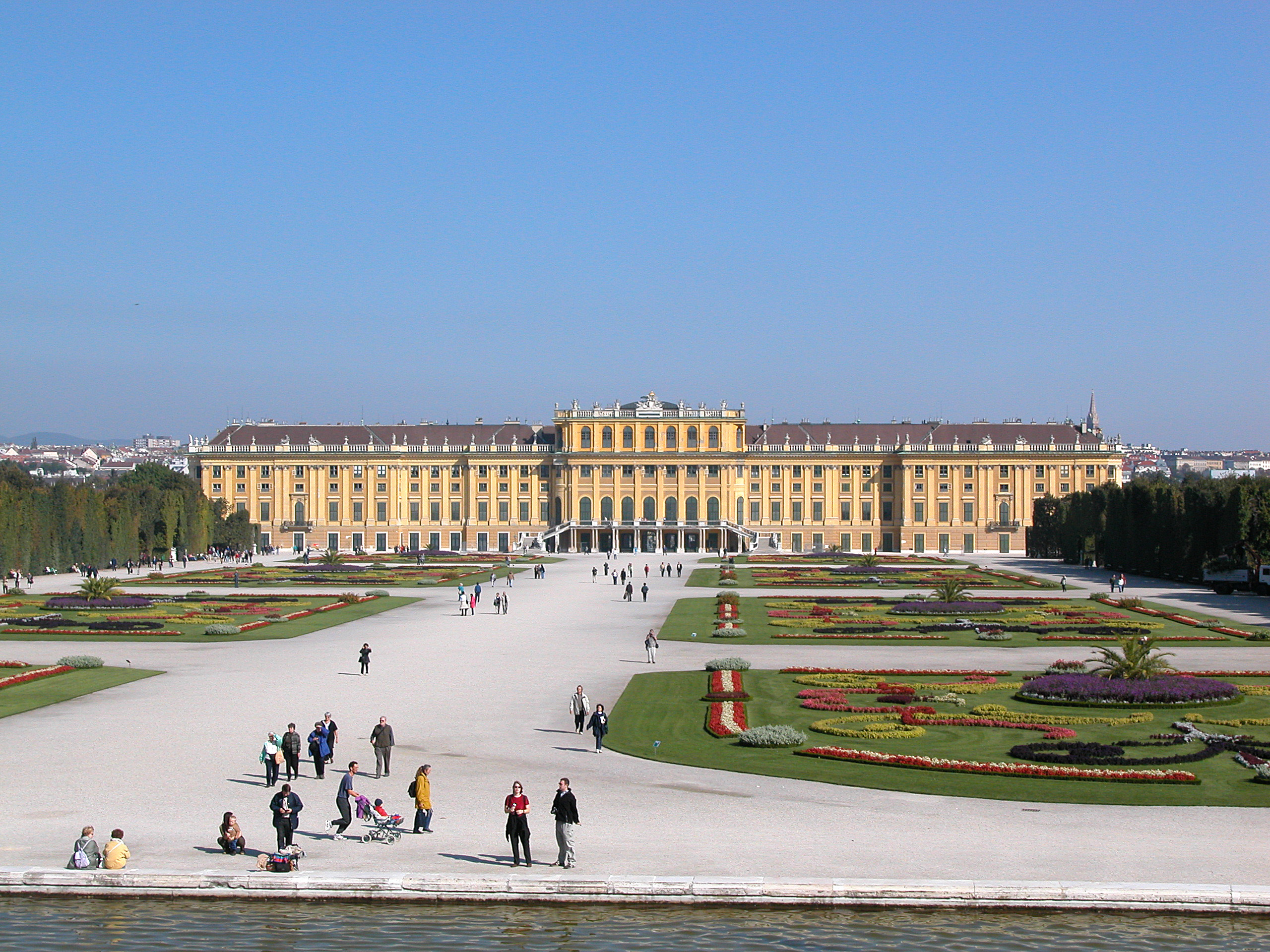
Château de Schönbrunn

- Palais du Belvédère
- Hofburg
- Château de Kaiserebersdorf
- Château de Neugebäu
- Château de Schönbrunn
- Stadtpalais